# شله (زالوآب)
شله نام روستایی دردهستان زالوآب بخش مرکزی شهرستان روانسر در استان کرمانشاه است. جمعیت این روستا طبق سرشماری سال ۱۳۸۵، ۱۹۸ نفر در ۴۲ خانواده است.